# Songs from the Wood
| Recensione       | Giudizio |
| ---------------- | -------- |
| AllMusic         |          |
| Progarchives     |          |
| George Starostin | [ 4 ]    |

(da Songs from the Wood)
(da Jack-in-the-Green)
Songs from the Wood è il decimo album della band progressive rock inglese Jethro Tull, pubblicato nel 1977.

## Il disco
Songs from the Wood è considerato il primo album di una trilogia di folk rock, completata da Heavy Horses e Stormwatch e caratterizzata dalla presenza di temi del folklore britannico.
Esso si distanzia moderatamente dal rock progressivo degli album precedenti ed ebbe un ottimo impatto sia sui fan sia sulla critica.
Con Songs from the Wood Anderson intraprenderà una sorta di opera di sensibilizzazione riguardo ai problemi ambientali, intento che toccherà il suo apice con Stormwatch.

## Tracce
Tutte le canzoni sono state scritte da Ian Anderson.
1. Songs from the Wood – 4:52
2. Jack-in-the-Green – 2:27
3. Cup of Wonder – 4:30
4. Hunting Girl – 5:11
5. Ring Out, Solstice Bells – 3:43
6. Velvet Green – 6:03
7. The Whistler – 3:30
8. Pibroch (Cap in Hand) – 8:27
9. Fire at Midnight – 2:26
  - Bonus track presenti nella versione del 2003:
10. Beltane – 5:19
11. Velvet Green (live) – 5:56

### Songs from the Wood
L'album si apre con la title track. Si tratta di un invito a tutti gli esseri umani a vivere come un tempo, in armonia con la Natura (rappresentata dal bosco), anziché tentare di distruggerla a tutti i costi. Particolarmente significativo a questo proposito è il verso "Let me [...] show you how the garden grows" ("Lascia/lasciate che ti/vi mostri come cresce il giardino"), segno che gli uomini si sono talmente staccati dal mondo naturale che non sanno nemmeno come nascano e crescano le piante e l'erba.

### Jack-in-the-Green
La seconda canzone dell'album si rifà a Jack in the Green, una figura del folklore inglese nata fra il XVI e XVII secolo ed associata a diversi riti di fertilità e responsabile del rifiorire degli alberi e della natura in generale dopo il periodo invernale. Nel pezzo in questione Anderson sostituisce l'inverno con il progresso tecnologico e il conseguente inquinamento ambientale, ma sottolinea come ci sia ancora speranza.

### Cup of Wonder
Si tratta di un esplicito richiamo a considerare quanto la tradizione ha da offrire. Il testo presenta diverse immagini della tradizione celtica e riferimenti pagani precristiani fra cui la cup of crimson wonder a cui si rifà il titolo, che si riferisce in particolare ad un sacrificio umano druido. Per il grande ricorso a immagini e riferimenti al folklore celtico la canzone risulta di non facile comprensione per chiunque fosse poco esperto in materia.

### Hunting Girl
La quarta traccia dell'album presenta allusioni di tipo sessuale, in particolare il testo narra di una ragazza aristocratica che seduce un contadino attraverso pratiche poco usuali. In essa è ben dipinta la condizione della donna nel mondo celtico dove, contrariamente a molte altre zone del mondo, aveva un ruolo privilegiato. Peraltro godeva anche di una certa libertà sessuale in quanto prima dell'invasione cattolica il concetto di peccato non esisteva per cui capitava spesso di imbattersi in "donne cacciatrici".

### Ring Out, Solstice Bells
Si tratta di una danza per celebrare il solstizio d'inverno. Anticamente per molti popoli europei, tra cui Celti e Germani, questa festa era una delle principali nel corso dell'anno, fino all'avvento del Cristianesimo che la rimpiazzò con il Natale.

### Velvet Green
È una delle canzoni più apprezzate dell'album con un inizio strumentale molto "medievale". Il narratore è un giovane uomo innamorato che chiede alla sua amata di uscire con lui. Il pezzo descrive l'amore negli spazi aperti (non solo a livello sentimentale ma anche carnale) e sottolinea il bisogno dell'uomo, nonostante l'avanzare della "civilization", di avere sempre e comunque una donna al suo fianco.
La struttura della canzone è molto complessa: il tempo cambia in continuazione risultando a volte stentato, aumentando la "suspense" nel pubblico, ed altre volte una dolce ma ritmata e spensierata danza.
Per le immagini che evoca, la traccia in questione presenta certe analogie con Sweet Dream.

### The Whistler
Ancora una canzone d'amore, ma che illustra anche una delle idee chiave dell'intero album: una vita felice per essere tale dev'essere priva di preoccupazioni. Lo stesso titolo (intraducibile letteralmente in italiano ma che potrebbe essere reso con "Il fischiettatore") rende quest'idea, infatti il fischiettare è sintomo di assenza di preoccupazioni o timori. Il tutto è accompagnato dalla musica, con una massiccia presenza di un tin whistle.

### Pibroch (Cap in Hand)
La canzone è anche nota semplicemente come Pibroch (dal gaelico piòbaireached, un genere di musica triste, funerea) e anch'essa ha come tema l'amore. Al contrario delle precedenti però narra di un amore irrequieto, un uomo che viaggia fra i boschi verso la casa della propria amata alla quale non è mai riuscito a dichiarare i propri sentimenti. È però ormai troppo tardi, quando arriva a destinazione c'è un altro uomo accanto a lei.

### Fire at Midnight
L'album si conclude con una quarta canzone d'amore che descrive la gioia di ritornare a casa dalla propria moglie dopo un duro giorno di lavoro. Il pezzo traspira un'atmosfera di relax, armonia e pace.

### Beltane
La traccia è stata aggiunta nella versione rimasterizzata su CD nel 2003, anche se registrata durante le sessioni di Heavy Horses salvo poi essere edita nella raccolta 20 Years of Jethro Tull (1988). Anderson ancora evoca un immaginario rurale, estrapolando immagini dall'antico festival celtico di Beltane.

## Songs from the Wood - 40th Anniversary Edition 'The Country Set'
Il 19 maggio 2017 è stato pubblicato il box set Songs from the Wood - 40th Anniversary Edition 'The Country Set'. Il disco venne riproposto in un cofanetto comprendente 3 CD e 2 DVD, contenenti tutti i brani remixati da Steven Wilson, brani extra e dal vivo del 1977.
L'album in vinile e il CD singolo verranno pubblicati nel luglio 2017.

### Disco 1  - Songs from the Wood and Associated Recordings
1. Songs From The Wood (Steven Wilson Stereo Remix)
2. Jack-In-The-Green (Steven Wilson Stereo Remix)
3. Cup Of Wonder (Steven Wilson Stereo Remix)
4. Hunting Girl (Steven Wilson Stereo Remix)
5. Ring Out, Solstice Bells (Steven Wilson Stereo Remix)
6. Velvet Green (Steven Wilson Stereo Remix)
7. The Whistler (Steven Wilson Stereo Remix)
8. Pibroch (Cap In Hand) (Steven Wilson Stereo Remix)
9. Fire At Midnight (Steven Wilson Stereo Remix)
10. Old Aces Die Hard [previously unreleased] (Steven Wilson Stereo Remix)
11. Working John, Working Joe [previously unreleased] (Steven Wilson Stereo Remix)
12. Magic Bells (Ring Out, Solstice Bells) (Steven Wilson Stereo Remix)
13. Songs From The Wood (Unedited Master) (Steven Wilson Stereo Remix)
14. Fire At Midnight (Unedited Master) [previously unreleased] (Steven Wilson Stereo Remix)
15. One Brown Mouse (Early Version) (Steven Wilson Stereo Remix)
16. Strip Cartoon (Steven Wilson Stereo Remix)
17. The Whistler (US Stereo Single Mix) (Steven Wilson Stereo Remix)

### Disco 2 - Live in Concert 1977 CD 1
1. Wond’ring Aloud (Jakko Jakszyk Stereo Remix)
2. Skating Away On The Thin Ice Of The New Day (Jakko Jakszyk Stereo Remix)
3. Jack-In-The-Green (Jakko Jakszyk Stereo Remix)
4. Thick As A Brick (Jakko Jakszyk Stereo Remix)
5. Songs From The Wood (Jakko Jakszyk Stereo Remix)
6. Instrumental (Jakko Jakszyk Stereo Remix)
7. Drum Solo Improvisation (Jakko Jakszyk Stereo Remix)
8. To Cry You A Song (Jakko Jakszyk Stereo Remix)
9. A New Day Yesterday (Jakko Jakszyk Stereo Remix)
10. Flute Solo Improvisation interpolating – God Rest Ye Gentlemen/Bourée (Jakko Jakszyk Stereo Remix)
11. Living In The Past/ A New DayYesterday (reprise) (Jakko Jakszyk Stereo Remix)

### Disco 3 - Live in Concert 1977 CD 2
1. Velvet Green (Jakko Jakszyk Stereo Remix)
2. Hunting Girl (Jakko Jakszyk Stereo Remix)
3. Too Old To Rock 'n' Roll: Too Young To Die (Jakko Jakszyk Stereo Remix)
4. Minstrel In The Gallery (Jakko Jakszyk Stereo Remix)
5. Cross-Eyed Mary (Jakko Jakszyk Stereo Remix)
6. Aqualung (Jakko Jakszyk Stereo Remix)
7. Instrumental Improvisation (Jakko Jakszyk Stereo Remix)
8. Wind-Up (Jakko Jakszyk Stereo Remix)
9. Back Door Angels / Guitar Improvisation / Wind Up (reprise) (Jakko Jakszyk Stereo Remix)
10. Locomotive Breath (Jakko Jakszyk Stereo Remix)
11. Land Of Hope And Glory / Improvisation / Back Door Angels (reprise) (Jakko Jakszyk Stereo Remix)

### DVD 1
1. Songs from the Wood  - DTS and Dolby Digital 5.1 surround sound and Dolby Digital Stereo by Steven Wilson
2. Songs from the Wood  - 96/24 stereo PCM
3. Four Tracks -  Flat Transfer of Original Quad MasterDTS/DD 4.0 Surround

### DVD 2
Live at The Capital Centre, Landover, Maryland, 21st November 1977
1. Wond’ring Aloud
2. Skating Away On The Thin Ice Of The New Day
3. Jack-In-The-Green
4. Thick As A Brick
5. Songs From The Wood
6. Instrumental/ Drum Solo Improvisation
7. To Cry You A Song
8. A New Day Yesterday
9. Flute Solo Improvisation interpolating – God Rest Ye Gentlemen/Bouree/A New Day Yesterday
10. Living In The Past / A New Day Yesterday (reprise)
11. Second half of concert – Introduction
12. Velvet Green
13. Hunting Girl
14. Too Old To Rock 'n' Roll: Too Young To Die
15. Minstrel In The Gallery
16. Cross-Eyed Mary
17. Aqualung
18. Instrumental Improvisation
19. Wind-Up
20. Back Door Angels / Guitar Improvisation / Wind Up (reprise)
21. Locomotive Breath
22. Land Of Hope And Glory/ Improvisation / Back Door Angels (reprise)
23. Beethoven’s Ninth (with original audio)
24. The Whistler (promo footage) (mono)

## Formazione
- Ian Anderson - voce, flauti, chitarra acustica, mandolino, tin whistle
- Martin Barre - chitarra, liuto
- John Evan - pianoforte, organo, tastiere
- Barriemore Barlow - batteria, marimba, glockenspiel, campane, naker, tabor
- John Glascock - basso, voce
- David Palmer - tastiera, organo